# Faro de Punta Brava
Der Faro de Punta Brava (auch Faro de Punta Carretas) ist ein Leuchtturm in der uruguayischen Hauptstadt Montevideo. Er steht im Stadtteil Punta Carretas auf der Landspitze Punta Brava.

## Geschichte und Architektur
Der Bau des Leuchtturms geht auf ein Gesetz vom 13. Juli 1875 zurück. Bereits im darauffolgenden Jahr wurde das Bauwerk fertiggestellt und nahm den Betrieb am 1. Oktober 1876 auf. Er war der zweite Leuchtturm Montevideos, das bereits seit 1802 auf der Fortaleza General Artigas den Faro Cerro de Montevideo besitzt. Als Standort wurde die Punta Brava gewählt, eine niedrige in einem Riff auslaufende Landzunge, die den südlichsten Punkt Montevideos markiert. In seinen Anfangsjahren sandte der Faro de Punta Brava ein gleichmäßiges weißes Licht aus, das bei klarer Luft 10 Seemeilen weit zu sehen war. Seit 1948 sendet er im Abstand von 5 Sekunden abwechselnd einen weißen und einen roten Lichtblitz aus. Seit 1962 ist der Leuchtturm ans öffentliche Stromnetz angeschlossen. Die Tragweite seines Lichts beträgt heute 15 Seemeilen.
Der zylindrische Turm besteht aus unverputztem Mauerwerk aus behauenen Natursteinen. Er wurde auf einem soliden Sockel errichtet und ist direkt in das zunächst einstöckige Leuchtturmwärterhaus eingefügt, das 1911 um ein zweites Stockwerk erweitert wurde. Heute ist dieses weiß gestrichen; früher war es horizontal gestreift. Über der Galerie sind Turm und Laterne vertikal mit roten und weißen Streifen bemalt.